# Bundesautobahn 51
Pour les articles homonymes, voir A51.
La Bundesautobahn 51 est un projet de Bundesautobahn dans le Land de Rhénanie-du-Nord-Westphalie.